# São João Batista no Deserto
São João Batista no Deserto é uma pintura a óleo sobre madeira da autoria do pintor português que por se desconhecer a sua identidade precisa se designa por Mestre da Lourinhã. Foi pintado cerca de 1515 e mede 146 cm de altura e 135 cm de largura.
A pintura pertence ao Museu da Santa Casa da Misericórdia da Lourinhã.